# Steve Taylor (joueur de basket-ball américain)
Pour les articles homonymes, voir Steve Taylor.
Steve Taylor, né le 15 février 1993 à Chicago en Illinois, est un joueur américain de basket-ball. Il évolue au poste de pivot.